# Albertshofen (Bawaria)
Albertshofen – miejscowość i gmina w Niemczech, w kraju związkowym Bawaria, w rejencji Dolna Frankonia, w regionie Würzburg, w powiecie Kitzingen, wchodzi w skład wspólnoty administracyjnej Kitzingen. Leży około 2 km na północ od Kitzingen, nad Menem.